# Gust
Gust Corporation (яп. 株式会社ガスト кабусікі кайся Ґасуто) — японська компанія, що займається розробкою та видавництвом відеоігор. Заснована 1993 року в Наґано, Японія, як перша компанія-розробник комп'ютерних ігор в префектурі Наґано.

## Розроблені відеоігри

### Випущені в Північній Америці
- Серія Atelier
  - Серія Atelier Iris
    - Atelier Iris: Eternal Mana (видана NIS America в США, видана Koei в Європі) — PlayStation 2 (6/28/2005)
    - Atelier Iris 2: The Azoth of Destiny (видана NIS America в США, видана Koei в Європі) — PlayStation 2 (4/25/2006)
    - Atelier Iris 3: Grand Phantasm (видана NIS America в США, видана Koei в Європі) — PlayStation 2 (5/29/2007)
    - Mana Khemia: Alchemists of Al-Revis (видана NIS America в США) — PlayStation 2 (3/18/2008)
- Серія Ar tonelico
  - Ar tonelico: Melody of Elemia (видана NIS America в США, видана 505Games в Європі) — PlayStation 2 (02/06/2007)

### Випущені в Японії
- Серія Atelier
  - Серія Salburg
    - Atelier Marie ~The Alchemist of Salburg~ (マリーのアトリエ ～ザールブルグの錬金術士～) — PlayStation, 05/23/1997
    - Atelier Elie ~The Alchemist of Salburg 2~ (エリーのアトリエ ～ザールブルグの錬金術士2～) — PlayStation, 12/17/1998
    - Atelier Lilie ~The Alchemist of Salburg 3~ (リリーのアトリエ ～ザールブルグの錬金術士3～) — PlayStation 2, 06/21/2001
    - Atelier Marie & Elie ~The Alchemists of Salburg 1 & 2~ (マリー&エリーのアトリエ ～ザールブルグの錬金術士1・2～) — Dreamcast, 11/15/2001
    - Hermina and Kurusu ~Atelier Lilie Another Story~ (ヘルミーナとクルス) — PlayStation 2, 12/20/2001
    - Atelier Marie, Elie, & Anis ~Message on the Breeze~ (マリー・エリー&アニスのアトリエ ～そよ風からの伝言～) (видана Banpresto) — Game Boy Advance, 01/24/2003

  - Серія Gramnad
    - Atelier Judie ~The Alchemist of Gramnad~ (ユーディーのアトリエ ～グラムナートの錬金術士～) — PlayStation 2, 06/27/2002
    - Atelier Viorate ~The Alchemist of Gramnad 2~ (ヴィオラートのアトリエ ～グラムナートの錬金術士2～) — PlayStation 2, 06/26/2003

  - Серія Atelier Iris
    - Atelier Iris ~Eternal Mana~ (イリスのアトリエ ～エターナルマナ～) — PlayStation 2, 05/27/2004
    - Atelier Iris ~Eternal Mana 2~ (イリスのアトリエ ～エターナルマナ2～) — PlayStation 2, 05/26/2005
    - Atelier Iris ~Grand Fantasm~ (イリスのアトリエ グランファンタズム) — PlayStation 2, 06/29/2006

  - Atelier Lise ~The Alchemist of Ordre~ (リーズのアトリエ ～オルドールの錬金術士～) — Nintendo DS, 04/19/2007
  - Серія Mana-Khemia
    - Mana-Khemia: Gakuen no Renkinjutsu Shitachi~ (マナケミア　〜学園の錬金術士たち〜) — PlayStation 2, 6/21/2007
    - Mana-Khemia 2 ~Ochita Gakuen to Renkinjutsuchitachi~(マナケミア2 ~おちた学園と錬金術師たち~) — PlayStation 2, 05/29/2008
- Серія Ar tonelico
  - Ar tonelico ~Sekai no Owari de Utaitsudzukeru Shoujo~ (アルトネリコ 世界の終わりで詩い続ける少女) (Co-developed with Banpresto, published by Banpresto) — PlayStation 2, 01/26/2006
  - Ar tonelico II: Sekai ni Hibiku Shoujotachi no Metafalica (アルトネリコ２　世界に響く少女たちの創造曲（メタファリカ）) — PlayStation 2, 10/25/2007
- Інші
  - Falcata ~Asutoran Pâdoma no Monshou~ (ファルカタ ～アストラン・パードマの紋章～)
  - Mêrupurâna (メールプラーナ)
  - Welcome House (ウエルカムハウス)
  - Welcome House 2 (ウエルカムハウス2)
  - Noir Yeux Noire -Cielgris Fantasm- (黒い瞳のノア)
  - Karyuujou (火竜娘)
  - Robin Lloyd no Bouken (ロビン・ロイドの冒険)
  - Taishou Mononoke Ibunroku (大正もののけ異聞録)
  - Hresvelgr (フレースヴェルグ)